# Hajsyn
Hajsyn (in ucraino Гайсин?) è una città ucraina (25 626 abitanti), nel distretto di Hajsyn, nell'oblast' di Vinnycja. Ospita l'amministrazione  del distretto di Hajsyn e della comunità territoriale di Hajsyn, una delle comunità territoriali dell'Ucraina.
È sede della 59ª Brigata motorizzata "Jakiv Handzjuk" dell'esercito ucraino.